# سانحه آنتونوف-۷۲ قزاقستان در ۲۰۱۲
سانحه آنتونوف-۷۲ قزاقستان در ۲۰۱۲(به انگلیسی: 2012 Kazakhstan Antonov An-72 crash) یک پرواز در قزاقستان بود که با ۲۰ مسافر و ۷ خدمه بودند، در تاریخ ۲۵ دسامبر ۲۰۱۲ در چیمکند، قزاقستان دچار سانحه شد و ۲۷ تن جان باختند.